# ABC (együttes)
Az ABC egy angol new wave együttes Sheffieldből. Az együttest 1980-ban alapították. Egyik legnagyobb sikert hozó albumuk az 1982-ben megjelent The Lexicon of Love, amely szerepel az 1001 lemez, amit hallanod kell, mielőtt meghalsz című könyvben.

## Diszkográfia
- The Lexicon of Love (1982)
- Beauty Stab (1983)
- How to Be a...Zillionaire! (1985)
- Alphabet City (1987)
- Up (1989)
- Abracadabra (1991)
- Skyscraping (1997)
- Traffic (2008)
- The Lexicon of Love II (2016)

## Fordítás
- Ez a szócikk részben vagy egészben  az   ABC (band) című angol Wikipédia-szócikk fordításán alapul.  Az eredeti cikk szerkesztőit annak laptörténete sorolja fel. Ez a jelzés csupán a megfogalmazás eredetét és a szerzői jogokat jelzi, nem szolgál a cikkben szereplő információk forrásmegjelöléseként.